# 奧澤爾內 (克里維里赫區)
47°39′50″N 33°27′14″E / 47.66389°N 33.45389°E
奧澤爾內（烏克蘭語：Озерне）是位於烏克蘭中部的村莊，由第聶伯羅彼得羅夫斯克州裡克里維里赫區的赫列恰尼波季市鎮負責管轄。該村距離波洛吉和克拉夫齊2公里，海拔高度98米，2001年人口60。